# Vincenzo Vannutelli
Vincenzo Vannutelli (Genazzano, 5 de dezembro de 1836 - Roma, 9 de julho de 1930) foi um sacerdote da Igreja Católica, cardeal decano do Colégio dos Cardeais. Foi o último cardeal protetor de uma nação.

## Biografia
Ordenou-se padre em 23 de dezembro de 1860, após concluir seus estudos na Pontifícia Universidade Gregoriana e no Pontifício Ateneu de S. Apolinário. Professor de teologia no Seminário do Vaticano; beneficiário da basílica patriarcal do Vaticano. Foi prelado doméstico do Papa Pio IX. Entrou no serviço diplomático da Santa Sé e foi nomeado auditor da internunciatura nos Países Baixos em 1863 e auditor da nunciatura na Bélgica, em 1866; mais tarde, chargé d'affaires. Pró-substituto da Secretaria de Estado e pró-secretário da Cifra, 29 de setembro de 1875; substituto e secretário, 29 de dezembro de 1876. Foi nomeado protonotário apostólico em 1875. Auditor da Sagrada Rota Romana, 11 de maio de 1878.

## Episcopado
Em 23 de janeiro de 1880, foi nomeado Arcebispo titular de Sardes e Vigário Apostólico de Constantinopla. Foi ordenado em 2 de fevereiro de 1880, na igreja Tor de' Specchi, em Roma, pelo Cardeal Giovanni Simeoni, assistido por Giulio Lenti, arcebispo titular de Side, vice-gerente de Roma, e por Antonio Maria Grasselli, arcebispo titular de Colosso, secretário da Sagrada Congregação da Visitação Apostólica.
A sua principal missão no Império Otomano era resolver a questão do cisma armênio. Internúncio Apostólico para o Brasil, em 22 de dezembro de 1882, mas nunca ocupou o cargo porque ao retornar da Rússia, onde representou o papa na coroação do czar Alexandre III, foi transferido como Núncio Apostólico em Portugal, 4 de outubro de 1883; negociou uma concordata para regular as relações entre o Estado e a Igreja nas possessões portuguesas na Índia.

## Cardinalato
Foi criado Cardeal in pectore pelo Papa Leão XIII no Consistório de 30 de dezembro de 1889, sendo revelado cardeal no Consistório de 12 de junho de 1890, recebendo o barrete cardinalício e o título de cardeal-padre de São Silvestre em Capite em 4 de junho de 1891. Vannutelli tornou-se prefeito da economia da Sagrada Congregação da Propaganda Fide em 1892 e ocupou esse cargo por dez anos. Presidente da Administração Geral da Câmara dos Despojos, 25 de junho de 1894. Em 16 de dezembro de 1896, foi nomeado Arcipreste da Basílica de Santa Maria Maggiore. Legado papal ao XI Congresso Eucarístico Internacional, Bruxelas, 1898. Legado a latere para a abertura da Porta Santa na basílica Liberiana no início do Ano Santo de 1900, 14 de dezembro de 1899.
Em 19 de abril de 1900, tornou-se cardeal-bispo de Palestrina; manteve in commendam o título de São Silvestre em Capite até 7 de dezembro de 1916. Legado a latere para o fechamento da Porta Santa na basílica Liberiana no final do Ano Santo em 17 de dezembro de 1900. Prefeito da Sagrada Congregação do Concílio e da congregação especial para a revisão dos conselhos provinciais, de 28 de julho de 1902 a 20 de outubro de 1908. Prefeito da Sagrada Congregação para a Imunidade Eclesiástica, de 29 de julho de 1902 a 29 de junho de 1908, quando a congregação foi suprimida.
No pontificado do Papa Pio X, foi membro da comissão para a codificação do direito canônico em 4 de abril de 1904. Legado papal em vários eventos: consagração da Catedral de São Patrício, Armagh, 1904; XVII Congresso Eucarístico Internacional, Tournai, 1906; XVIII Congresso Eucarístico Internacional, Metz, 1907; XIX Congresso Eucarístico Internacional, Londres, 1908.
Em 1906, relatou ter recebido uma carta de chantagem ameaçando publicar cartas comprometedoras que ele teria escrito se o remetente não recebesse 1.000 liras. Ele notificou a polícia e um homem foi preso.
Prefeito do Supremo Tribunal da Assinatura Apostólica, em 20 de outubro de 1908. Legado papal para: XX Congresso Eucarístico Internacional, Colônia, 1909; XXI Congresso Eucarístico Internacional, Montreal, 1910; celebração do centenário de Frédéric Ozanam, Paris, 1913. O Papa Bento XV o nomeou Datário de Sua Santidade, de 15 de dezembro de 1914 até sua morte. Condecorado com a grã-cruz da Ordem Austríaca de Santo Estevão, em 1914. Em 6 de dezembro de 1915, foi nomeado cardeal-bispo de Óstia e, portanto, Decano do Colégio dos Cardeais, mantendo a sé suburbicária de Palestrina; sucedeu a seu irmão mais velho, o Cardeal Serafino Vannutelli como decano. Também foi nomeado Prefeito da Sagrada Congregação de Cerimônias. Legado papal às comemorações do centenário de Giovanni Pierluigi da Palestrina em 1921. Legado a latere do Papa Pio XI para a abertura e para o fechamento da Porta Santa na basílica Liberiana no Ano Santo de 1925. Por recomendação sua, Eugênio Pacelli, futuro Papa Pio XII, ingressou no serviço diplomático da Santa Sé.
Enquanto Decano do Colégio Cardinalício, em 1923, Cardeal Vannutelli disse de Mussolini que «pela sua energia e devoção ao país, ele foi escolhido para salvar a nação e restaurar a sua fortuna»; estas palavras causaram comoção na Itália, e foram interpretadas dentro e fora do país como uma aprovação do Vaticano ao regime fascista.
Morreu em 9 de julho de 1930, após um ataque agudo da nefrite, da qual ele vinha sofrendo há alguns dias, complicado por insuficiência cardíaca, em seu apartamento no Palácio do Datário, em Roma. Exposto no palácio. O funeral ocorreu no dia 12 de julho, na igreja de S. Ignazio, em Roma. Sepultado ao lado de seu irmão na cripta da capela da Sagrada Congregação de Propaganda Fide no cemitério de Campo Verano, Roma, até a conclusão da nova catedral da Sé de Ostia. Quando morreu, ele era o membro mais antigo do Sagrado Colégio dos Cardeais.

## Conclaves
- Conclave de 1903 - participou da eleição do Papa Pio X
- Conclave de 1914 - participou da eleição do Papa Bento XV
- Conclave de 1922 - participou como decano do Colégio dos Cardeais da eleição do Papa Pio XI